# Женские футбольные клубы России в еврокубках

В данном списке представлены результаты российских женских футбольных клубов в клубных турнирах под эгидой УЕФА, так называемых еврокубках. Результаты даны для Лиги чемпионов УЕФА среди женщин — главного международного клубного турнира, проводимого УЕФА в сфере женского футбола. Турнир был основан в 2001 году и вплоть до сезона 2008/09 назывался Кубком УЕФА среди женщин. Перед сезоном 2009/10 Исполнительный комитет УЕФА принял постановление о переименовании соревнования в Лигу чемпионов УЕФА.
Также данный список относится ко второму по значимости женскому европейскому соревнованию — Кубку Европы УЕФА среди женщин (с сезона 2025/2026).

## Сводная таблица
| Сезон   | Чемпион                                      | Серебряный призёр                    | Место России в таблице коэффициентов УЕФА |
| ------- | -------------------------------------------- | ------------------------------------ | ----------------------------------------- |
| 2001/02 | Рязань-ТНК 1/4 финала                        | —                                    | —                                         |
| 2002/03 | ЦСК ВВС (Самара) 1/4 финала                  | —                                    | —                                         |
| 2003/04 | Энергия (Воронеж) 1/4 финала                 | —                                    | 7                                         |
| 2004/05 | Энергия (Воронеж) 1/4 финала                 | —                                    | 6                                         |
| 2005/06 | Лада (Тольятти) 2-й гр. этап (1/8)           | —                                    | 7                                         |
| 2006/07 | Россиянка (Красноармейск) 2-й гр. этап (1/8) | —                                    | 8                                         |
| 2007/08 | Россиянка (Красноармейск) 1/4 финала         | —                                    | 6                                         |
| 2008/09 | Звезда-2005 (Пермь) Финал                    | —                                    | 4                                         |
| 2009/10 | Звезда-2005 (Пермь) 1/8 финала               | Россиянка (Красноармейск) 1/8 финала | — 4                                       |
| 2010/11 | Звезда-2005 (Пермь) 1/4 финала               | Россиянка (Красноармейск) 1/8 финала | — 4                                       |
| 2011/12 | Россиянка (Красноармейск) 1/4 финала         | Энергия (Воронеж) 1/8 финала         | — 4                                       |
| 2012/13 | Россиянка (Красноармейск) 1/4 финала         | Зоркий (Красногорск) 1/8 финала      | — 4                                       |
| 2013/14 | Зоркий (Красногорск) 1/8 финала              | Россиянка (Красноармейск) 1/8 финала | 5                                         |
| 2014/15 | Рязань-ВДВ 1/16 финала                       | Звезда-2005 (Пермь) 1/8 финала       | — 5                                       |
| 2015/16 | Звезда-2005 (Пермь) 1/8 финала               | Зоркий (Красногорск) 1/16 финала     | 6                                         |
| 2016/17 | Звезда-2005 (Пермь) 1/16 финала              | Россиянка (Химки) 1/8 финала         | 8                                         |
| 2017/18 | Россиянка (Химки) 1/16 финала                | Звезда-2005 (Пермь) 1/16 финала      | 10                                        |
| 2018/19 | Звезда-2005 (Пермь) 1/16 финала              | Рязань-ВДВ 1/16 финала               | 13                                        |
| 2019/20 | Рязань-ВДВ 1/16 финала                       | Чертаново (Москва) 1/16 финала       | 15                                        |
| 2020/21 | ЦСКА (Москва) 2-й кв. раунд (1/32)           | —                                    | 17                                        |
| 2021/22 | ЦСКА (Москва) 1-й кв. раунд                  | Локомотив (Москва) 1-й кв. раунд     | 21                                        |
| 2022/23 | —                                            | —                                    | 24                                        |
| 2023/24 | —                                            | —                                    | 23                                        |
| 2024/25 | —                                            | —                                    | 32                                        |

## Статистика по сезонам

### Сезон 2001/2002
| Участник: «Рязань-ТНК» — чемпион России 2000 года | Участник: «Рязань-ТНК» — чемпион России 2000 года | Участник: «Рязань-ТНК» — чемпион России 2000 года | Участник: «Рязань-ТНК» — чемпион России 2000 года | Участник: «Рязань-ТНК» — чемпион России 2000 года | Участник: «Рязань-ТНК» — чемпион России 2000 года | Участник: «Рязань-ТНК» — чемпион России 2000 года                                                                           |
| Стадия                                            | Дата                                              | Город                                             | Хозяева                                           | Гости                                             | Счет                                              | Голы |
| ------------------------------------------------- | ------------------------------------------------- | ------------------------------------------------- | ------------------------------------------------- | ------------------------------------------------- | ------------------------------------------------- | --- |
| отборочный                                        | 18.09.2001                                        | Сассенхейм                                        | Тер Лиде                                          | Рязань-ТНК                                        | 0:4                                               | Летюшова 2′, 72′, Барбашина 13′, Пустовойтова 89′                                                                           |
| отборочный                                        | 20.09.2001                                        | Сассенхейм                                        | Кавала                                            | Рязань-ТНК                                        | 0:11                                              | Зинченко 8′, 25′, 45′, Барбашина 26′, 38′, 41′, 61′, Летюшова 40′, 55′, Юшкевич 82′, Верезубова 85′                         |
| отборочный                                        | 22.09.2001                                        | Сассенхейм                                        | Жилина                                            | Рязань-ТНК                                        | 0:13                                              | Летюшова 9′, 29′, 31′, 64′, Барбашина 13′, 17′, 42′, Верезубова 36′, Пустовойтова 51′, 62′, 82′, Ярайкина 74′, Коломиец 89′ |
| 1/4 финала                                        | 17.03.2002                                        | Умео                                              | Умео                                              | Рязань-ТНК                                        | 4:1                                               | Верезубова 29′ |
| 1/4 финала                                        | 28.03.2002                                        | Албена                                            | Рязань-ТНК                                        | Умео                                              | 1:3                                               | Пустовойтова 70′ |

### Сезон 2002/2003
| Участник: ЦСК ВВС Самара — чемпион России 2001 года | Участник: ЦСК ВВС Самара — чемпион России 2001 года | Участник: ЦСК ВВС Самара — чемпион России 2001 года | Участник: ЦСК ВВС Самара — чемпион России 2001 года | Участник: ЦСК ВВС Самара — чемпион России 2001 года | Участник: ЦСК ВВС Самара — чемпион России 2001 года | Участник: ЦСК ВВС Самара — чемпион России 2001 года    |
| Стадия                                              | Дата                                                | Город                                               | Хозяева                                             | Гости                                               | Счет                                                | Голы                                                   |
| --------------------------------------------------- | --------------------------------------------------- | --------------------------------------------------- | --------------------------------------------------- | --------------------------------------------------- | --------------------------------------------------- | ------------------------------------------------------ |
| отборочный                                          | 25.09.2002                                          | Инсбрук                                             | Килмарнок                                           | ЦСК ВВС                                             | 0:0                                                 |                                                        |
| отборочный                                          | 27.09.2002                                          | Инсбрук                                             | Инсбрук АС                                          | ЦСК ВВС                                             | 0:4                                                 | Дьячкова 7′, Кремлева 31′, Егорова 65′, Джарболова 69′ |
| отборочный                                          | 29.09.2002                                          | Инсбрук                                             | 1 Дезембро                                          | ЦСК ВВС                                             | 0:3                                                 | Кремлева 2′, 33′, Григорьева 76′                       |
| 1/4 финала                                          | 02.11.2002                                          | Самара                                              | ЦСК ВВС                                             | Арсенал                                             | 0:2                                                 |                                                        |
| 1/4 финала                                          | 28.11.2002                                          | Сент-Олбанс                                         | Арсенал                                             | ЦСК ВВС                                             | 1:1                                                 | Кремлева 26′                                           |

### Сезон 2003/2004
| Участник: «Энергия» Воронеж — чемпион России 2002 года | Участник: «Энергия» Воронеж — чемпион России 2002 года | Участник: «Энергия» Воронеж — чемпион России 2002 года | Участник: «Энергия» Воронеж — чемпион России 2002 года | Участник: «Энергия» Воронеж — чемпион России 2002 года | Участник: «Энергия» Воронеж — чемпион России 2002 года | Участник: «Энергия» Воронеж — чемпион России 2002 года                                                                      |
| Стадия                                                 | Дата                                                   | Город                                                  | Хозяева                                                | Гости                                                  | Счет                                                   | Голы |
| ------------------------------------------------------ | ------------------------------------------------------ | ------------------------------------------------------ | ------------------------------------------------------ | ------------------------------------------------------ | ------------------------------------------------------ | --- |
| отборочный                                             | 21.08.2003                                             | Воронеж                                                | Энергия                                                | Фемина                                                 | 11:0                                                   | Струкова 3′, 6′, Зинченко 51′, 61′, 66′, Скотникова 54′, 89′, Морозова 63′, 68′, 87′, Терехова 82′                          |
| отборочный                                             | 23.08.2003                                             | Воронеж                                                | Энергия                                                | Форони                                                 | 0:0                                                    | |
| отборочный                                             | 25.08.2003                                             | Воронеж                                                | Энергия                                                | Осиек                                                  | 13:0                                                   | Морозова 10′, Данилова 16′, 57′, 64′, Саенко 20′, Шмачкова 27′, Зинченко 36′, 45′, 60′, 75′, 90′, Дыгай 50′, Степаненко 61′ |
| 1/4 финала                                             | 07.11.2003                                             | Воронеж                                                | Энергия                                                | Умео                                                   | 1:2                                                    | Данилова 20′ |
| 1/4 финала                                             | 23.11.2003                                             | Умео                                                   | Умео                                                   | Энергия                                                | 2:1                                                    | Ситникова 65′ |

### Сезон 2004/2005
| Участник: «Энергия» Воронеж— чемпион России 2003 года | Участник: «Энергия» Воронеж— чемпион России 2003 года | Участник: «Энергия» Воронеж— чемпион России 2003 года | Участник: «Энергия» Воронеж— чемпион России 2003 года | Участник: «Энергия» Воронеж— чемпион России 2003 года | Участник: «Энергия» Воронеж— чемпион России 2003 года | Участник: «Энергия» Воронеж— чемпион России 2003 года                                                                                       |
| Стадия                                                | Дата                                                  | Город                                                 | Хозяева                                               | Гости                                                 | Счет                                                  | Голы |
| ----------------------------------------------------- | ----------------------------------------------------- | ----------------------------------------------------- | ----------------------------------------------------- | ----------------------------------------------------- | ----------------------------------------------------- | --- |
| отборочный                                            | 20.07.2004                                            | Шяуляй                                                | Шкипонят                                              | Энергия                                               | 0:13                                                  | Зварич 11′, 64′, 90′, Бенсон 16′ (пен.), 22′ (пен.), 67′ (пен.), Горбачева 30′, 52′, 60′, 65′, Апанащенко 32′, Букашкина 81′, Кожникова 82′ |
| отборочный                                            | 22.07.2004                                            | Шяуляй                                                | Университет                                           | Энергия                                               | 0:11                                                  | Горбачева 17′, Терехова 30′, 47′, Бенсон 35′, Ламтюгина 59′, Апанащенко 62′, 80′, Зинченко 65′, 85′, 88′, 90′                               |
| отборочный                                            | 24.07.2004                                            | Шяуляй                                                | Гомрюк                                                | Энергия                                               | 0:3                                                   | Терехова 4′, 31′, Апанащенко 12′ |
| 2-й отборочный                                        | 14.09.2004                                            | Копенгаген                                            | Брондбю                                               | Энергия                                               | 1:1                                                   | Зинченко 89′ |
| 2-й отборочный                                        | 16.09.2004                                            | Копенгаген                                            | Тронхейм                                              | Энергия                                               | 1:1                                                   | Босикова 31′ |
| 2-й отборочный                                        | 18.09.2004                                            | Копенгаген                                            | Алма-КТЖ                                              | Энергия                                               | 1:4                                                   | Раштеттер 21′, 77′, 86′, Красюкова 45′ (авт.)                                                                                               |
| 1/4 финала                                            | 24.10.2004                                            | Воронеж                                               | Энергия                                               | Турбине                                               | 1:1                                                   | Раштеттер 48′ |
| 1/4 финала                                            | 23.11.2004                                            | Потсдам                                               | Турбине                                               | Энергия                                               | 4:1                                                   | Босикова 52′ |

### Сезон 2005/2006
| Участник: «Лада» Тольятти — чемпион России 2004 года | Участник: «Лада» Тольятти — чемпион России 2004 года | Участник: «Лада» Тольятти — чемпион России 2004 года | Участник: «Лада» Тольятти — чемпион России 2004 года | Участник: «Лада» Тольятти — чемпион России 2004 года | Участник: «Лада» Тольятти — чемпион России 2004 года | Участник: «Лада» Тольятти — чемпион России 2004 года            |
| Стадия                                               | Дата                                                 | Город                                                | Хозяева                                              | Гости                                                | Счет                                                 | Голы                                                            |
| ---------------------------------------------------- | ---------------------------------------------------- | ---------------------------------------------------- | ---------------------------------------------------- | ---------------------------------------------------- | ---------------------------------------------------- | --------------------------------------------------------------- |
| отборочный                                           | 09.08.2005                                           | Сараево                                              | Сараево                                              | Лада                                                 | 0:3                                                  | Кремлева 14′, Савина 57′, Русских 73′                           |
| отборочный                                           | 11.08.2005                                           | Сараево                                              | Братислава                                           | Лада                                                 | 0:6                                                  | Савченкова 53′, Кремлева 54′, 73′, Савина 82′, 90′, Рыжевич 88′ |
| отборочный                                           | 13.08.2005                                           | Сараево                                              | КРКА                                                 | Лада                                                 | 0:5                                                  | Зангиева 8′, Костраба 17′, 30′, 33′ (пен.), Савина 47′          |
| 2-й отборочный                                       | 13.09.2005                                           | Копенгаген                                           | Брондбю                                              | Лада                                                 | 2:0                                                  |                                                                 |
| 2-й отборочный                                       | 15.09.2005                                           | Копенгаген                                           | Арсенал                                              | Лада                                                 | 1:0                                                  |                                                                 |
| 2-й отборочный                                       | 17.09.2005                                           | Копенгаген                                           | АЗС Вроцлав                                          | Лада                                                 | 3:3                                                  | Шпак 12′, 44′, Рыжевич 58′                                      |

### Сезон 2006/2007
| Участник: «Россиянка» Красноармейск — чемпион России 2005 года | Участник: «Россиянка» Красноармейск — чемпион России 2005 года | Участник: «Россиянка» Красноармейск — чемпион России 2005 года | Участник: «Россиянка» Красноармейск — чемпион России 2005 года | Участник: «Россиянка» Красноармейск — чемпион России 2005 года | Участник: «Россиянка» Красноармейск — чемпион России 2005 года | Участник: «Россиянка» Красноармейск — чемпион России 2005 года                               |
| Стадия                                                         | Дата                                                           | Город                                                          | Хозяева                                                        | Гости                                                          | Счет                                                           | Голы                                                                                         |
| -------------------------------------------------------------- | -------------------------------------------------------------- | -------------------------------------------------------------- | -------------------------------------------------------------- | -------------------------------------------------------------- | -------------------------------------------------------------- | -------------------------------------------------------------------------------------------- |
| отборочный                                                     | 08.08.2006                                                     | Мочёнок                                                        | Алма-КТЖ                                                       | Россиянка                                                      | 2:5                                                            | Егорова 7′, Мокшанова 16′, Летюшова 56′, Верезубова 60′, Кремлева 74′                        |
| отборочный                                                     | 10.08.2006                                                     | Мочёнок                                                        | Клужана                                                        | Россиянка                                                      | 0:7                                                            | Порядина 18′, Летюшова 40′ (пен.), 44′, Егорова 48′, Кремлева 75′, 76′, 84′ (пен.)           |
| отборочный                                                     | 13.08.2006                                                     | Мочёнок                                                        | Слован Дусло                                                   | Россиянка                                                      | 1:6                                                            | Барбашина 1′, Цидикова 26′, Мокшанова 36′, Шмачкова 60′, Скотникова 77′, Летюшова 90′ (пен.) |
| 2-й отборочный                                                 | 12.09.2006                                                     | Красноармейск                                                  | Россиянка                                                      | Арсенал                                                        | 4:5                                                            | Морозова 4′, Барбашина 51′, Верезубова 68′, Летюшова 85′                                     |
| 2-й отборочный                                                 | 14.09.2006                                                     | Красноармейск                                                  | Россиянка                                                      | Брондбю                                                        | 1:2                                                            | Верезубова 14′                                                                               |
| 2-й отборочный                                                 | 17.09.2006                                                     | Красноармейск                                                  | Россиянка                                                      | Фемина                                                         | 4:2                                                            | Цыбутович 8′, Морозова 19′, Мокшанова 22′, Сергаева 26′                                      |

### Сезон 2007/2008
| Участник: «Россиянка» Красноармейск — чемпион России 2006 года | Участник: «Россиянка» Красноармейск — чемпион России 2006 года | Участник: «Россиянка» Красноармейск — чемпион России 2006 года | Участник: «Россиянка» Красноармейск — чемпион России 2006 года | Участник: «Россиянка» Красноармейск — чемпион России 2006 года | Участник: «Россиянка» Красноармейск — чемпион России 2006 года | Участник: «Россиянка» Красноармейск — чемпион России 2006 года                                                                                                  |
| Стадия                                                         | Дата                                                           | Город                                                          | Хозяева                                                        | Гости                                                          | Счет                                                           | Голы |
| -------------------------------------------------------------- | -------------------------------------------------------------- | -------------------------------------------------------------- | -------------------------------------------------------------- | -------------------------------------------------------------- | -------------------------------------------------------------- | --- |
| отборочный                                                     | 09.08.2007                                                     | Красноармейск                                                  | Россиянка                                                      | Напредак                                                       | 7:0                                                            | Мокшанова 38′, 75′, Скотникова 42′, Пекур 46′, Кремлева 47′, Барбашина 70′, 89′                                                                                 |
| отборочный                                                     | 11.08.2007                                                     | Красноармейск                                                  | Россиянка                                                      | Динамо                                                         | 18:0                                                           | Пекур 5′, 36′, 38′, 52′, 61′, Барбашина 13′, 42′, Мокшанова 25′, 33′, 34′, 82′, Цыбутович 45′, Петрова 48′, Кремлева 58′, 59′, 68′, Морозова 71′, Кожникова 79′ |
| отборочный                                                     | 14.08.2007                                                     | Красноармейск                                                  | Россиянка                                                      | Жилстрой-1                                                     | 3:0                                                            | Кожникова 35′, Барбашина 30′, Мокшанова 71′ |
| 2-й отборочный                                                 | 11.10.2007                                                     | Умео                                                           | Университет                                                    | Россиянка                                                      | 1:3                                                            | Петрова 9′, Цыбутович 37′, Морозова 88′ |
| 2-й отборочный                                                 | 14.10.2007                                                     | Умео                                                           | Клужана                                                        | Россиянка                                                      | 1:2                                                            | Мокшанова 30′, Петрова 78′ |
| 2-й отборочный                                                 | 16.10.2007                                                     | Умео                                                           | Умео                                                           | Россиянка                                                      | 2:2                                                            | Барбашина 53′, 56′ |
| 1/4 финала                                                     | 15.11.2007                                                     | Химки                                                          | Россиянка                                                      | Франкфурт                                                      | 0:0                                                            | |
| 1/4 финала                                                     | 24.11.2007                                                     | Франкфурт-на-Майне                                             | Франкфурт                                                      | Россиянка                                                      | 2:1                                                            | Морозова 91′ |

### Сезон 2008/2009
| Участник: «Звезда-2005» Пермь — чемпион России 2007 года | Участник: «Звезда-2005» Пермь — чемпион России 2007 года | Участник: «Звезда-2005» Пермь — чемпион России 2007 года | Участник: «Звезда-2005» Пермь — чемпион России 2007 года | Участник: «Звезда-2005» Пермь — чемпион России 2007 года | Участник: «Звезда-2005» Пермь — чемпион России 2007 года | Участник: «Звезда-2005» Пермь — чемпион России 2007 года                                |
| Стадия                                                   | Дата                                                     | Город                                                    | Хозяева                                                  | Гости                                                    | Счет                                                     | Голы                                                                                    |
| -------------------------------------------------------- | -------------------------------------------------------- | -------------------------------------------------------- | -------------------------------------------------------- | -------------------------------------------------------- | -------------------------------------------------------- | --------------------------------------------------------------------------------------- |
| отборочный                                               | 04.09.2008                                               | Шяуляй                                                   | Университет                                              | Звезда-2005                                              | 0:8                                                      | Барбашина 7′, Курочкина 20′, 41′, 49′, 60′, 90′, Савченкова 23′, Дятел 65′              |
| отборочный                                               | 06.09.2008                                               | Шяуляй                                                   | Клаксвик                                                 | Звезда-2005                                              | 0:8                                                      | Зинченко 13′, 56′, Курочкина 18′, 68′, 69′, Лишафай 70′, Барбашина 80′, Коровушкина 85′ |
| отборочный                                               | 09.09.2008                                               | Шяуляй                                                   | Фемина                                                   | Звезда-2005                                              | 0:1                                                      | Зинченко 90′                                                                            |
| 2-й отборочный                                           | 09.10.2008                                               | Осло                                                     | Франкфурт                                                | Звезда-2005                                              | 0:1                                                      | Костраба 67′                                                                            |
| 2-й отборочный                                           | 11.10.2008                                               | Осло                                                     | Глазго Сити                                              | Звезда-2005                                              | 0:1                                                      | Костраба 88′                                                                            |
| 2-й отборочный                                           | 14.10.2008                                               | Осло                                                     | Роа                                                      | Звезда-2005                                              | 1:3                                                      | Барбашина 33′, 77′, Дятел 74′                                                           |
| 1/4 финала                                               | 05.11.2008                                               | Копенгаген                                               | Брондбю                                                  | Звезда-2005                                              | 2:4                                                      | Барбашина 38′, 88′, Дятел 45+2′, Зинченко 60′                                           |
| 1/4 финала                                               | 13.11.2008                                               | Казань                                                   | Звезда-2005                                              | Брондбю                                                  | 3:1                                                      | Дятел 9′, Барбашина 18′, Савченкова 91′                                                 |
| 1/2 финала                                               | 29.03.2009                                               | Казань                                                   | Звезда-2005                                              | Умео                                                     | 2:0                                                      | Зинченко 9′ (пен.), Дятел 50′                                                           |
| 1/2 финала                                               | 05.04.2009                                               | Умео                                                     | Умео                                                     | Звезда-2005                                              | 2:2                                                      | Апанащенко 30′, 76′                                                                     |
| Финал                                                    | 16.05.2009                                               | Казань                                                   | Звезда-2005                                              | Дуйсбург                                                 | 0:6                                                      |                                                                                         |
| Финал                                                    | 22.05.2009                                               | Дуйсбург                                                 | Дуйсбург                                                 | Звезда-2005                                              | 1:1                                                      | Апанащенко 25′                                                                          |

### Сезон 2009/2010
| Участник: «Звезда-2005» Пермь — чемпион России 2008 года | Участник: «Звезда-2005» Пермь — чемпион России 2008 года | Участник: «Звезда-2005» Пермь — чемпион России 2008 года | Участник: «Звезда-2005» Пермь — чемпион России 2008 года | Участник: «Звезда-2005» Пермь — чемпион России 2008 года | Участник: «Звезда-2005» Пермь — чемпион России 2008 года | Участник: «Звезда-2005» Пермь — чемпион России 2008 года               |
| Стадия                                                   | Дата                                                     | Город                                                    | Хозяева                                                  | Гости                                                    | Счет                                                     | Голы                                                                   |
| -------------------------------------------------------- | -------------------------------------------------------- | -------------------------------------------------------- | -------------------------------------------------------- | -------------------------------------------------------- | -------------------------------------------------------- | ---------------------------------------------------------------------- |
| 1/16 финала                                              | 30.09.2009                                               | Сараево                                                  | Сараево                                                  | Звезда-2005                                              | 0:3                                                      | Апанащенко 9′, Цыбутович 37′, Зинченко 49′                             |
| 1/16 финала                                              | 07.10.2009                                               | Пермь                                                    | Звезда-2005                                              | Сараево                                                  | 5:0                                                      | Апанащенко 8′, Коровушкина 15′, Барбашина 32′, Дятел 41′, Зинченко 76′ |
| 1/8 финала                                               | 04.11.2009                                               | Осло                                                     | Роа                                                      | Звезда-2005                                              | 0:0                                                      |                                                                        |
| 1/8 финала                                               | 11.11.2009                                               | Пермь                                                    | Звезда-2005                                              | Роа                                                      | 1:1                                                      | Барбашина 61′                                                          |

| Участник: «Россиянка» Красноармейск — вице-чемпион России 2008 года | Участник: «Россиянка» Красноармейск — вице-чемпион России 2008 года | Участник: «Россиянка» Красноармейск — вице-чемпион России 2008 года | Участник: «Россиянка» Красноармейск — вице-чемпион России 2008 года | Участник: «Россиянка» Красноармейск — вице-чемпион России 2008 года | Участник: «Россиянка» Красноармейск — вице-чемпион России 2008 года | Участник: «Россиянка» Красноармейск — вице-чемпион России 2008 года                                         |
| Стадия                                                              | Дата                                                                | Город                                                               | Хозяева                                                             | Гости                                                               | Счет                                                                | Голы |
| ------------------------------------------------------------------- | ------------------------------------------------------------------- | ------------------------------------------------------------------- | ------------------------------------------------------------------- | ------------------------------------------------------------------- | ------------------------------------------------------------------- | --- |
| 2-й отборочный                                                      | 30.07.2009                                                          | Лимасол                                                             | Францис                                                             | Россиянка                                                           | 0:11                                                                | Морозова 8′, Скотникова 11′, Петрова 20′, Огбиагбевха 23′, 30′, 31′, Пекур 35′, Данилова 66′, 70′, 77′, 84′ |
| 2-й отборочный                                                      | 01.08.2009                                                          | Лимасол                                                             | Аполлон                                                             | Россиянка                                                           | 0:1                                                                 | Огбиагбевха 14′                                                                                             |
| 2-й отборочный                                                      | 04.08.2009                                                          | Лимасол                                                             | Маккаби                                                             | Россиянка                                                           | 0:7                                                                 | Данилова 20′, 67′, Петрова 36′, Харченко 42′, Терехова 52′, Огбиагбевха 75′, Мокшанова 90′                  |
| 1/16 финала                                                         | 30.09.2009                                                          | Мадрид                                                              | Райо Валлекано                                                      | Россиянка                                                           | 1:3                                                                 | Петрова 4′, Огбиагбевха 15′, Шмачкова 90+3′                                                                 |
| 1/16 финала                                                         | 07.10.2009                                                          | Красноармейск                                                       | Россиянка                                                           | Райо Валлекано                                                      | 2:1                                                                 | Огбиагбевха 5′, Данилова 55′                                                                                |
| 1/8 финала                                                          | 04.11.2009                                                          | Раменское                                                           | Россиянка                                                           | Умео                                                                | 0:1                                                                 | |
| 1/8 финала                                                          | 11.11.2009                                                          | Умео                                                                | Умео                                                                | Россиянка                                                           | 1:1                                                                 | Кожникова 37′                                                                                               |

### Сезон 2010/2011
| Участник: «Россиянка» Красноармейск — чемпион России 2009 года | Участник: «Россиянка» Красноармейск — чемпион России 2009 года | Участник: «Россиянка» Красноармейск — чемпион России 2009 года | Участник: «Россиянка» Красноармейск — чемпион России 2009 года | Участник: «Россиянка» Красноармейск — чемпион России 2009 года | Участник: «Россиянка» Красноармейск — чемпион России 2009 года | Участник: «Россиянка» Красноармейск — чемпион России 2009 года                           |
| Стадия                                                         | Дата                                                           | Город                                                          | Хозяева                                                        | Гости                                                          | Счет                                                           | Голы                                                                                     |
| -------------------------------------------------------------- | -------------------------------------------------------------- | -------------------------------------------------------------- | -------------------------------------------------------------- | -------------------------------------------------------------- | -------------------------------------------------------------- | ---------------------------------------------------------------------------------------- |
| 2-й отборочный                                                 | 05.08.2010                                                     | Осиек                                                          | Осиек                                                          | Россиянка                                                      | 0:5                                                            | Шмачкова 42′, Огбиагбевха 49′, Мокшанова 53′, Морозова 78′, Левыкина 89′                 |
| 2-й отборочный                                                 | 07.08.2010                                                     | Осиек                                                          | Францис                                                        | Россиянка                                                      | 0:9                                                            | Огбиагбевха 4′, 34′, 37′, 42′, Морозова 20′, Чёрная 26′, Мокшанова 43′, 90′, Няндени 60′ |
| 2-й отборочный                                                 | 10.08.2010                                                     | Осиек                                                          | 1 Дезембро                                                     | Россиянка                                                      | 1:4                                                            | Скотникова 3′, Левыкина 9′, Няндени 18′, Слонова 39′                                     |
| 1/16 финала                                                    | 22.09.2010                                                     | Чернигов                                                       | Легенда                                                        | Россиянка                                                      | 1:3                                                            | Петрова 49′, 80′, Скотникова 81′                                                         |
| 1/16 финала                                                    | 13.10.2010                                                     | Красноармейск                                                  | Россиянка                                                      | Легенда                                                        | 4:0                                                            | Няндени 4′, 33′, Мокшанова 38′, Слонова 80′                                              |
| 1/8 финала                                                     | 03.11.2010                                                     | Красноармейск                                                  | Россиянка                                                      | Лион                                                           | 1:6                                                            | Огбиагбевха 53′                                                                          |
| 1/8 финала                                                     | 10.11.2010                                                     | Лион                                                           | Лион                                                           | Россиянка                                                      | 5:0                                                            |                                                                                          |

| Участник: «Звезда-2005» Пермь— вице-чемпион России 2009 года | Участник: «Звезда-2005» Пермь— вице-чемпион России 2009 года | Участник: «Звезда-2005» Пермь— вице-чемпион России 2009 года | Участник: «Звезда-2005» Пермь— вице-чемпион России 2009 года | Участник: «Звезда-2005» Пермь— вице-чемпион России 2009 года | Участник: «Звезда-2005» Пермь— вице-чемпион России 2009 года | Участник: «Звезда-2005» Пермь— вице-чемпион России 2009 года |
| Стадия                                                       | Дата                                                         | Город                                                        | Хозяева                                                      | Гости                                                        | Счет                                                         | Голы                                                         |
| ------------------------------------------------------------ | ------------------------------------------------------------ | ------------------------------------------------------------ | ------------------------------------------------------------ | ------------------------------------------------------------ | ------------------------------------------------------------ | ------------------------------------------------------------ |
| 1/16 финала                                                  | 22.09.2010                                                   | Лимасол                                                      | Аполлон                                                      | Звезда-2005                                                  | 1:2                                                          | Руис 48′, Лейва 76′                                          |
| 1/16 финала                                                  | 13.10.2010                                                   | Пермь                                                        | Звезда-2005                                                  | Аполлон                                                      | 2:1                                                          | Курочкина 53′, Дятел 60′                                     |
| 1/8 финала                                                   | 03.11.2010                                                   | Осло                                                         | Роа                                                          | Звезда-2005                                                  | 1:1                                                          | Ходырева 90′                                                 |
| 1/8 финала                                                   | 10.11.2010                                                   | Пермь                                                        | Звезда-2005                                                  | Роа                                                          | 4:0                                                          | Дятел 24′, Руис 70′, Апанащенко 82′, Дьячкова 90′            |
| 1/4 финала                                                   | 17.03.2011                                                   | Пермь                                                        | Звезда-2005                                                  | Лион                                                         | 0:0                                                          |                                                              |
| 1/4 финала                                                   | 23.03.2011                                                   | Лион                                                         | Лион                                                         | Звезда-2005                                                  | 1:0                                                          |                                                              |

### Сезон 2011/2012
| Участник: «Россиянка» Красноармейск — чемпион России 2010 года | Участник: «Россиянка» Красноармейск — чемпион России 2010 года | Участник: «Россиянка» Красноармейск — чемпион России 2010 года | Участник: «Россиянка» Красноармейск — чемпион России 2010 года | Участник: «Россиянка» Красноармейск — чемпион России 2010 года | Участник: «Россиянка» Красноармейск — чемпион России 2010 года | Участник: «Россиянка» Красноармейск — чемпион России 2010 года |
| Стадия                                                         | Дата                                                           | Город                                                          | Хозяева                                                        | Гости                                                          | Счет                                                           | Голы                                                           |
| -------------------------------------------------------------- | -------------------------------------------------------------- | -------------------------------------------------------------- | -------------------------------------------------------------- | -------------------------------------------------------------- | -------------------------------------------------------------- | -------------------------------------------------------------- |
| 1/16 финала                                                    | 28.09.2011                                                     | Девентер                                                       | Твенте                                                         | Россиянка                                                      | 0:2                                                            | Кристиане 85′, Якобссон 90+5′                                  |
| 1/16 финала                                                    | 13.10.2011                                                     | Подольск                                                       | Россиянка                                                      | Твенте                                                         | 1:0                                                            | Фабиана 87′                                                    |
| 1/8 финала                                                     | 03.11.2011                                                     | Воронеж                                                        | Энергия                                                        | Россиянка                                                      | 0:4                                                            | Кристиане 43', Якобссон 44′, 70′, 81′, Чёрная 68′              |
| 1/8 финала                                                     | 09.11.2011                                                     | Подольск                                                       | Россиянка                                                      | Энергия                                                        | 3:3                                                            | Кристиане 1′, 40′, Морозова 10′                                |
| 1/4 финала                                                     | 14.03.2012                                                     | Потсдам                                                        | Турбине                                                        | Россиянка                                                      | 2:0                                                            |                                                                |
| 1/4 финала                                                     | 22.03.2012                                                     | Подольск                                                       | Россиянка                                                      | Турбине                                                        | 0:3                                                            |                                                                |

| Участник: «Энергия» Воронеж — вице-чемпион России 2010 года | Участник: «Энергия» Воронеж — вице-чемпион России 2010 года | Участник: «Энергия» Воронеж — вице-чемпион России 2010 года | Участник: «Энергия» Воронеж — вице-чемпион России 2010 года | Участник: «Энергия» Воронеж — вице-чемпион России 2010 года | Участник: «Энергия» Воронеж — вице-чемпион России 2010 года | Участник: «Энергия» Воронеж — вице-чемпион России 2010 года |
| Стадия                                                      | Дата                                                        | Город                                                       | Хозяева                                                     | Гости                                                       | Счет                                                        | Голы                                                        |
| ----------------------------------------------------------- | ----------------------------------------------------------- | ----------------------------------------------------------- | ----------------------------------------------------------- | ----------------------------------------------------------- | ----------------------------------------------------------- | ----------------------------------------------------------- |
| 1/16 финала                                                 | 28.09.2011                                                  | Бристоль                                                    | Бристоль Академия                                           | Энергия                                                     | 1:1                                                         | Конти 84′ (пен.)                                            |
| 1/16 финала                                                 | 13.10.2011                                                  | Воронеж                                                     | Энергия                                                     | Бристоль Академия                                           | 4:2                                                         | Машина 14′, 31′, Бокете 70′, Конти 87′                      |
| 1/8 финала                                                  | 03.11.2011                                                  | Воронеж                                                     | Энергия                                                     | Россиянка                                                   | 0:4                                                         | Бокете 84'                                                  |
| 1/8 финала                                                  | 05.11.2011                                                  | Подольск                                                    | Россиянка                                                   | Энергия                                                     | 3:3                                                         | Огбиагбевха 36′, Терехова 55′, Данилова 68′                 |

### Сезон 2012/2013
| Участник: «Россиянка» Красноармейск — чемпион России 2011/2012 годов | Участник: «Россиянка» Красноармейск — чемпион России 2011/2012 годов | Участник: «Россиянка» Красноармейск — чемпион России 2011/2012 годов | Участник: «Россиянка» Красноармейск — чемпион России 2011/2012 годов | Участник: «Россиянка» Красноармейск — чемпион России 2011/2012 годов | Участник: «Россиянка» Красноармейск — чемпион России 2011/2012 годов | Участник: «Россиянка» Красноармейск — чемпион России 2011/2012 годов |
| Стадия                                                               | Дата                                                                 | Город                                                                | Хозяева                                                              | Гости                                                                | Счет                                                                 | Голы                                                                 |
| -------------------------------------------------------------------- | -------------------------------------------------------------------- | -------------------------------------------------------------------- | -------------------------------------------------------------------- | -------------------------------------------------------------------- | -------------------------------------------------------------------- | -------------------------------------------------------------------- |
| 1/16 финала                                                          | 26.09.2012                                                           | Гаага                                                                | Ден Хааг                                                             | Россиянка                                                            | 1:4                                                                  | Шляпина 2′ (пен.), 77′ (пен.), Скотникова 44′, 63′                   |
| 1/16 финала                                                          | 04.10.2012                                                           | Красноармейск                                                        | Россиянка                                                            | Ден Хааг                                                             | 1:2                                                                  | Шляпина 9′                                                           |
| 1/8 финала                                                           | 01.11.2012                                                           | Прага                                                                | Спарта                                                               | Россиянка                                                            | 0:1                                                                  | Опаранози 12′                                                        |
| 1/8 финала                                                           | 08.11.2012                                                           | Химки                                                                | Россиянка                                                            | Спарта                                                               | 2:2                                                                  | Вистейнова 53′ (авт.), Фабиана 63′                                   |
| 1/4 финала                                                           | 20.03.2013                                                           | Вольфсбург                                                           | Вольфсбург                                                           | Россиянка                                                            | 2:1                                                                  | Хенинг 46′ (авт.)                                                    |
| 1/4 финала                                                           | 28.03.2013                                                           | Москва                                                               | Россиянка                                                            | Вольфсбург                                                           | 0:2                                                                  |                                                                      |

| Участник: «Зоркий» Красногорск — вице-чемпион России 2011/2012 годов | Участник: «Зоркий» Красногорск — вице-чемпион России 2011/2012 годов | Участник: «Зоркий» Красногорск — вице-чемпион России 2011/2012 годов | Участник: «Зоркий» Красногорск — вице-чемпион России 2011/2012 годов | Участник: «Зоркий» Красногорск — вице-чемпион России 2011/2012 годов | Участник: «Зоркий» Красногорск — вице-чемпион России 2011/2012 годов | Участник: «Зоркий» Красногорск — вице-чемпион России 2011/2012 годов |
| Стадия                                                               | Дата                                                                 | Город                                                                | Хозяева                                                              | Гости                                                                | Счет                                                                 | Голы                                                                 |
| -------------------------------------------------------------------- | -------------------------------------------------------------------- | -------------------------------------------------------------------- | -------------------------------------------------------------------- | -------------------------------------------------------------------- | -------------------------------------------------------------------- | -------------------------------------------------------------------- |
| 1/16 финала                                                          | 26.09.2012                                                           | Гардабайр                                                            | Стьярнан                                                             | Зоркий                                                               | 0:0                                                                  |                                                                      |
| 1/16 финала                                                          | 04.10.2012                                                           | Красногорск                                                          | Зоркий                                                               | Стьярнан                                                             | 3:1                                                                  | Дятел 33′, 47′, Руис 60′                                             |
| 1/8 финала                                                           | 31.10.2012                                                           | Химки                                                                | Зоркий                                                               | Лион                                                                 | 0:9                                                                  |                                                                      |
| 1/8 финала                                                           | 07.11.2012                                                           | Лион                                                                 | Лион                                                                 | Зоркий                                                               | 2:0                                                                  |                                                                      |

### Сезон 2013/2014
| Участник: «Зоркий» Красногорск — чемпион России 2012/2013 годов | Участник: «Зоркий» Красногорск — чемпион России 2012/2013 годов | Участник: «Зоркий» Красногорск — чемпион России 2012/2013 годов | Участник: «Зоркий» Красногорск — чемпион России 2012/2013 годов | Участник: «Зоркий» Красногорск — чемпион России 2012/2013 годов | Участник: «Зоркий» Красногорск — чемпион России 2012/2013 годов | Участник: «Зоркий» Красногорск — чемпион России 2012/2013 годов |
| Стадия                                                          | Дата                                                            | Город                                                           | Хозяева                                                         | Гости                                                           | Счет                                                            | Голы                                                            |
| --------------------------------------------------------------- | --------------------------------------------------------------- | --------------------------------------------------------------- | --------------------------------------------------------------- | --------------------------------------------------------------- | --------------------------------------------------------------- | --------------------------------------------------------------- |
| 1/16 финала                                                     | 09.10.2013                                                      | Рейкьявик                                                       | Тор                                                             | Зоркий                                                          | 1:2                                                             | Цидикова 22′, Морозова 36′                                      |
| 1/16 финала                                                     | 16.10.2013                                                      | Химки                                                           | Зоркий                                                          | Тор                                                             | 4:1                                                             | Морозова 22′, Дятел 24′, Ник 34′, Мауц 65′                      |
| 1/8 финала                                                      | 09.11.2013                                                      | Химки                                                           | Зоркий                                                          | Бирмингем Сити                                                  | 0:2                                                             |                                                                 |
| 1/8 финала                                                      | 13.11.2013                                                      | Бирмингем                                                       | Бирмингем Сити                                                  | Зоркий                                                          | 5:2                                                             | Руис 29′, Ник 42′                                               |

| Участник: «Россиянка» Красноармейск — вице-чемпион России 2012/2013 годов | Участник: «Россиянка» Красноармейск — вице-чемпион России 2012/2013 годов | Участник: «Россиянка» Красноармейск — вице-чемпион России 2012/2013 годов | Участник: «Россиянка» Красноармейск — вице-чемпион России 2012/2013 годов | Участник: «Россиянка» Красноармейск — вице-чемпион России 2012/2013 годов | Участник: «Россиянка» Красноармейск — вице-чемпион России 2012/2013 годов | Участник: «Россиянка» Красноармейск — вице-чемпион России 2012/2013 годов |
| Стадия                                                                    | Дата                                                                      | Город                                                                     | Хозяева                                                                   | Гости                                                                     | Счет                                                                      | Голы                                                                      |
| ------------------------------------------------------------------------- | ------------------------------------------------------------------------- | ------------------------------------------------------------------------- | ------------------------------------------------------------------------- | ------------------------------------------------------------------------- | ------------------------------------------------------------------------- | ------------------------------------------------------------------------- |
| 1/16 финала                                                               | 09.10.2013                                                                | Суботица                                                                  | Спартак                                                                   | Россиянка                                                                 | 2:4                                                                       | Шляпина 24′, 37′ (пен.), 48′, Няндени 27′                                 |
| 1/16 финала                                                               | 17.10.2013                                                                | Красноармейск                                                             | Россиянка                                                                 | Спартак                                                                   | 1:1                                                                       | Яковишин 87′                                                              |
| 1/8 финала                                                                | 09.11.2013                                                                | Красноармейск                                                             | Россиянка                                                                 | Торрес                                                                    | 1:0                                                                       | Цимини 18′ (авт.)                                                         |
| 1/8 финала                                                                | 14.11.2013                                                                | Сассари                                                                   | Торрес                                                                    | Россиянка                                                                 | 2:0                                                                       |                                                                           |

### Сезон 2014/2015
| Участник: «Рязань-ВДВ» Рязань — чемпион России 2013 года | Участник: «Рязань-ВДВ» Рязань — чемпион России 2013 года | Участник: «Рязань-ВДВ» Рязань — чемпион России 2013 года | Участник: «Рязань-ВДВ» Рязань — чемпион России 2013 года | Участник: «Рязань-ВДВ» Рязань — чемпион России 2013 года | Участник: «Рязань-ВДВ» Рязань — чемпион России 2013 года | Участник: «Рязань-ВДВ» Рязань — чемпион России 2013 года |
| Стадия                                                   | Дата                                                     | Город                                                    | Хозяева                                                  | Гости                                                    | Счет                                                     | Голы                                                     |
| -------------------------------------------------------- | -------------------------------------------------------- | -------------------------------------------------------- | -------------------------------------------------------- | -------------------------------------------------------- | -------------------------------------------------------- | -------------------------------------------------------- |
| 1/16 финала                                              | 08.10.2014                                               | Рязань                                                   | Рязань-ВДВ                                               | Русенгорд                                                | 1:3                                                      | Цыбутович 75′                                            |
| 1/16 финала                                              | 15.10.2014                                               | Мальмё                                                   | Русенгорд                                                | Рязань-ВДВ                                               | 2:0                                                      |                                                          |

| Участник: «Звезда-2005» Пермь — вице-чемпион России 2013 года | Участник: «Звезда-2005» Пермь — вице-чемпион России 2013 года | Участник: «Звезда-2005» Пермь — вице-чемпион России 2013 года | Участник: «Звезда-2005» Пермь — вице-чемпион России 2013 года | Участник: «Звезда-2005» Пермь — вице-чемпион России 2013 года | Участник: «Звезда-2005» Пермь — вице-чемпион России 2013 года | Участник: «Звезда-2005» Пермь — вице-чемпион России 2013 года |
| Стадия                                                        | Дата                                                          | Город                                                         | Хозяева                                                       | Гости                                                         | Счет                                                          | Голы                                                          |
| ------------------------------------------------------------- | ------------------------------------------------------------- | ------------------------------------------------------------- | ------------------------------------------------------------- | ------------------------------------------------------------- | ------------------------------------------------------------- | ------------------------------------------------------------- |
| 1/16 финала                                                   | 08.10.2014                                                    | Рейкьявик                                                     | Стьярнан                                                      | Звезда-2005                                                   | 2:5                                                           | Нахи 5′, 12′, 39′, 89′, Апанащенко 90+3′ (пен.)               |
| 1/16 финала                                                   | 16.10.2014                                                    | Пермь                                                         | Звезда-2005                                                   | Стьярнан                                                      | 3:1                                                           | Кипяткова 18′, Апанащенко 51′, 78', Поздеева 64′              |
| 1/8 финала                                                    | 08.11.2014                                                    | Линчёпинг                                                     | Линчёпинг                                                     | Звезда-2005                                                   | 5:0                                                           | Апанащенко 45'+6'                                             |
| 1/8 финала                                                    | 13.11.2014                                                    | Пермь                                                         | Звезда-2005                                                   | Линчёпинг                                                     | 3:0                                                           | Пантюхина 1′, Нахи 58′, Андрущак 86′                          |

### Сезон 2015/2016
| Участник: «Звезда-2005» Пермь — чемпион России 2014 года | Участник: «Звезда-2005» Пермь — чемпион России 2014 года | Участник: «Звезда-2005» Пермь — чемпион России 2014 года | Участник: «Звезда-2005» Пермь — чемпион России 2014 года | Участник: «Звезда-2005» Пермь — чемпион России 2014 года | Участник: «Звезда-2005» Пермь — чемпион России 2014 года | Участник: «Звезда-2005» Пермь — чемпион России 2014 года |
| Стадия                                                   | Дата                                                     | Город                                                    | Хозяева                                                  | Гости                                                    | Счет                                                     | Голы                                                     |
| -------------------------------------------------------- | -------------------------------------------------------- | -------------------------------------------------------- | -------------------------------------------------------- | -------------------------------------------------------- | -------------------------------------------------------- | -------------------------------------------------------- |
| 1/16 финала                                              | 07.10.2015                                               | Рейкьявик                                                | Стьярнан                                                 | Звезда-2005                                              | 1:3                                                      | Бойченко 5′, Апанащенко 13′, Курочкина 32′               |
| 1/16 финала                                              | 15.10.2015                                               | Пермь                                                    | Звезда-2005                                              | Стьярнан                                                 | 3:1                                                      | Курочкина 45′, Апанащенко 62′, 90′ (пен.)                |
| 1/8 финала                                               | 11.11.2015                                               | Прага                                                    | Славия                                                   | Звезда-2005                                              | 2:1                                                      | Нахи 19′                                                 |
| 1/8 финала                                               | 18.11.2015                                               | Пермь                                                    | Звезда-2005                                              | Славия                                                   | 0:0                                                      |                                                          |

| Участник: «Зоркий» Красногорск — вице-чемпион России 2014 года | Участник: «Зоркий» Красногорск — вице-чемпион России 2014 года | Участник: «Зоркий» Красногорск — вице-чемпион России 2014 года | Участник: «Зоркий» Красногорск — вице-чемпион России 2014 года | Участник: «Зоркий» Красногорск — вице-чемпион России 2014 года | Участник: «Зоркий» Красногорск — вице-чемпион России 2014 года | Участник: «Зоркий» Красногорск — вице-чемпион России 2014 года |
| Стадия                                                         | Дата                                                           | Город                                                          | Хозяева                                                        | Гости                                                          | Счет                                                           | Голы                                                           |
| -------------------------------------------------------------- | -------------------------------------------------------------- | -------------------------------------------------------------- | -------------------------------------------------------------- | -------------------------------------------------------------- | -------------------------------------------------------------- | -------------------------------------------------------------- |
| 1/16 финала                                                    | 07.10.2015                                                     | Мадрид                                                         | Атлетико                                                       | Зоркий                                                         | 0:2                                                            | Слонова 18′, 71′                                               |
| 1/16 финала                                                    | 15.10.2015                                                     | Красногорск                                                    | Зоркий                                                         | Атлетико                                                       | 0:3                                                            | Скотникова 73'                                                 |

### Сезон 2016/2017
| Участник: «Звезда-2005» Пермь — чемпион России 2015 года | Участник: «Звезда-2005» Пермь — чемпион России 2015 года | Участник: «Звезда-2005» Пермь — чемпион России 2015 года | Участник: «Звезда-2005» Пермь — чемпион России 2015 года | Участник: «Звезда-2005» Пермь — чемпион России 2015 года | Участник: «Звезда-2005» Пермь — чемпион России 2015 года | Участник: «Звезда-2005» Пермь — чемпион России 2015 года |
| Стадия                                                   | Дата                                                     | Город                                                    | Хозяева                                                  | Гости                                                    | Счет                                                     | Голы                                                     |
| -------------------------------------------------------- | -------------------------------------------------------- | -------------------------------------------------------- | -------------------------------------------------------- | -------------------------------------------------------- | -------------------------------------------------------- | -------------------------------------------------------- |
| 1/16 финала                                              | 06.10.2016                                               | Манчестер                                                | Манчестер Сити                                           | Звезда-2005                                              | 2:0                                                      |                                                          |
| 1/16 финала                                              | 12.10.2016                                               | Пермь                                                    | Звезда-2005                                              | Манчестер Сити                                           | 0:4                                                      |                                                          |

| Участник: «Россиянка» Химки — вице-чемпион России 2015 года | Участник: «Россиянка» Химки — вице-чемпион России 2015 года | Участник: «Россиянка» Химки — вице-чемпион России 2015 года | Участник: «Россиянка» Химки — вице-чемпион России 2015 года | Участник: «Россиянка» Химки — вице-чемпион России 2015 года | Участник: «Россиянка» Химки — вице-чемпион России 2015 года | Участник: «Россиянка» Химки — вице-чемпион России 2015 года |
| Стадия                                                      | Дата                                                        | Город                                                       | Хозяева                                                     | Гости                                                       | Счет                                                        | Голы                                                        |
| ----------------------------------------------------------- | ----------------------------------------------------------- | ----------------------------------------------------------- | ----------------------------------------------------------- | ----------------------------------------------------------- | ----------------------------------------------------------- | ----------------------------------------------------------- |
| 1/16 финала                                                 | 05.10.2016                                                  | Сараево                                                     | Сараево                                                     | Россиянка                                                   | 0:0                                                         |                                                             |
| 1/16 финала                                                 | 13.10.2016                                                  | Химки                                                       | Россиянка                                                   | Сараево                                                     | 2:1                                                         | Нрехи 50′, Нахи 90+4′                                       |
| 1/8 финала                                                  | 09.11.2016                                                  | Мюнхен                                                      | Бавария                                                     | Россиянка                                                   | 4:0                                                         |                                                             |
| 1/8 финала                                                  | 17.11.2016                                                  | Химки                                                       | Россиянка                                                   | Бавария                                                     | 0:4                                                         |                                                             |

### Сезон 2017/2018
| Участник: «Россиянка» Химки — чемпион России 2016 года | Участник: «Россиянка» Химки — чемпион России 2016 года | Участник: «Россиянка» Химки — чемпион России 2016 года | Участник: «Россиянка» Химки — чемпион России 2016 года | Участник: «Россиянка» Химки — чемпион России 2016 года | Участник: «Россиянка» Химки — чемпион России 2016 года | Участник: «Россиянка» Химки — чемпион России 2016 года |
| Стадия                                                 | Дата                                                   | Город                                                  | Хозяева                                                | Гости                                                  | Счет                                                   | Голы                                                   |
| ------------------------------------------------------ | ------------------------------------------------------ | ------------------------------------------------------ | ------------------------------------------------------ | ------------------------------------------------------ | ------------------------------------------------------ | ------------------------------------------------------ |
| 1/16 финала                                            | 05.10.2017                                             | Рейкьявик                                              | Стьярнан                                               | Россиянка                                              | 1:1                                                    | Шадрина 48′                                            |
| 1/16 финала                                            | 12.10.2017                                             | Химки                                                  | Россиянка                                              | Стьярнан                                               | 0:4                                                    |                                                        |

| Участник: «Звезда-2005» Пермь — вице-чемпион России 2016 года | Участник: «Звезда-2005» Пермь — вице-чемпион России 2016 года | Участник: «Звезда-2005» Пермь — вице-чемпион России 2016 года | Участник: «Звезда-2005» Пермь — вице-чемпион России 2016 года | Участник: «Звезда-2005» Пермь — вице-чемпион России 2016 года | Участник: «Звезда-2005» Пермь — вице-чемпион России 2016 года | Участник: «Звезда-2005» Пермь — вице-чемпион России 2016 года |
| Стадия                                                        | Дата                                                          | Город                                                         | Хозяева                                                       | Гости                                                         | Счет                                                          | Голы                                                          |
| ------------------------------------------------------------- | ------------------------------------------------------------- | ------------------------------------------------------------- | ------------------------------------------------------------- | ------------------------------------------------------------- | ------------------------------------------------------------- | ------------------------------------------------------------- |
| 1/16 финала                                                   | 04.10.2017                                                    | Монпелье                                                      | Монпелье                                                      | Звезда-2005                                                   | 0:1                                                           | Сембрант 64′ (авт.)                                           |
| 1/16 финала                                                   | 12.10.2017                                                    | Москва                                                        | Звезда-2005                                                   | Монпелье                                                      | 0:2                                                           |                                                               |

### Сезон 2018/2019
| Участник: «Звезда-2005» Пермь — чемпион России 2017 года | Участник: «Звезда-2005» Пермь — чемпион России 2017 года | Участник: «Звезда-2005» Пермь — чемпион России 2017 года | Участник: «Звезда-2005» Пермь — чемпион России 2017 года | Участник: «Звезда-2005» Пермь — чемпион России 2017 года | Участник: «Звезда-2005» Пермь — чемпион России 2017 года | Участник: «Звезда-2005» Пермь — чемпион России 2017 года |
| Стадия                                                   | Дата                                                     | Город                                                    | Хозяева                                                  | Гости                                                    | Счет                                                     | Голы                                                     |
| -------------------------------------------------------- | -------------------------------------------------------- | -------------------------------------------------------- | -------------------------------------------------------- | -------------------------------------------------------- | -------------------------------------------------------- | -------------------------------------------------------- |
| 1/16 финала                                              | 13.09.2018                                               | Есхейм                                                   | Леллестрём                                               | «Звезда-2005» Пермь                                      | 3:0                                                      |                                                          |
| 1/16 финала                                              | 26.09.2018                                               | Москва                                                   | «Звезда-2005» Пермь                                      | Леллестрём                                               | 0:1                                                      |                                                          |

| Участник: «Рязань-ВДВ» — вице-чемпион России 2017 года | Участник: «Рязань-ВДВ» — вице-чемпион России 2017 года | Участник: «Рязань-ВДВ» — вице-чемпион России 2017 года | Участник: «Рязань-ВДВ» — вице-чемпион России 2017 года | Участник: «Рязань-ВДВ» — вице-чемпион России 2017 года | Участник: «Рязань-ВДВ» — вице-чемпион России 2017 года | Участник: «Рязань-ВДВ» — вице-чемпион России 2017 года |
| Стадия                                                 | Дата                                                   | Город                                                  | Хозяева                                                | Гости                                                  | Счет                                                   | Голы                                                   |
| ------------------------------------------------------ | ------------------------------------------------------ | ------------------------------------------------------ | ------------------------------------------------------ | ------------------------------------------------------ | ------------------------------------------------------ | ------------------------------------------------------ |
| 1/16 финала                                            | 12.09.2018                                             | Рязань                                                 | Рязань-ВДВ                                             | Русенгорд                                              | 0:1                                                    | 90′ (авт.) Беломытцева                                 |
| 1/16 финала                                            | 26.09.2018                                             | Мальмё                                                 | Русенгорд                                              | Рязань-ВДВ                                             | 2:0                                                    |                                                        |

### Сезон 2019/2020
| Участник: «Рязань-ВДВ» — чемпион России 2018 года | Участник: «Рязань-ВДВ» — чемпион России 2018 года | Участник: «Рязань-ВДВ» — чемпион России 2018 года | Участник: «Рязань-ВДВ» — чемпион России 2018 года | Участник: «Рязань-ВДВ» — чемпион России 2018 года | Участник: «Рязань-ВДВ» — чемпион России 2018 года | Участник: «Рязань-ВДВ» — чемпион России 2018 года |
| Стадия                                            | Дата                                              | Город                                             | Хозяева                                           | Гости                                             | Счет                                              | Голы                                              |
| ------------------------------------------------- | ------------------------------------------------- | ------------------------------------------------- | ------------------------------------------------- | ------------------------------------------------- | ------------------------------------------------- | ------------------------------------------------- |
| 1/16 финала                                       | 11.09.2019                                        | Рязань                                            | Рязань-ВДВ                                        | Лион                                              | 0:9                                               |                                                   |
| 1/16 финала                                       | 25.09.2019                                        | Десин-Шарпьё                                      | Лион                                              | Рязань-ВДВ                                        | 7:0                                               |                                                   |

| Участник: «Чертаново» Москва — вице-чемпион России 2018 года | Участник: «Чертаново» Москва — вице-чемпион России 2018 года | Участник: «Чертаново» Москва — вице-чемпион России 2018 года | Участник: «Чертаново» Москва — вице-чемпион России 2018 года | Участник: «Чертаново» Москва — вице-чемпион России 2018 года | Участник: «Чертаново» Москва — вице-чемпион России 2018 года | Участник: «Чертаново» Москва — вице-чемпион России 2018 года |
| Стадия                                                       | Дата                                                         | Город                                                        | Хозяева                                                      | Гости                                                        | Счет                                                         | Голы                                                         |
| ------------------------------------------------------------ | ------------------------------------------------------------ | ------------------------------------------------------------ | ------------------------------------------------------------ | ------------------------------------------------------------ | ------------------------------------------------------------ | ------------------------------------------------------------ |
| 1/16 финала                                                  | 11.09.2019                                                   | Москва                                                       | Чертаново Москва                                             | Глазго Сити                                                  | 0:1                                                          |                                                              |
| 1/16 финала                                                  | 26.09.2019                                                   | Глазго                                                       | Глазго Сити                                                  | Чертаново Москва                                             | 4:1                                                          | 3′ Комиссарова                                               |

### Сезон 2020/2021
| Участник: ЦСКА Москва — чемпион России 2019 года | Участник: ЦСКА Москва — чемпион России 2019 года | Участник: ЦСКА Москва — чемпион России 2019 года | Участник: ЦСКА Москва — чемпион России 2019 года | Участник: ЦСКА Москва — чемпион России 2019 года | Участник: ЦСКА Москва — чемпион России 2019 года | Участник: ЦСКА Москва — чемпион России 2019 года |
| Стадия                                           | Дата                                             | Город                                            | Хозяева                                          | Гости                                            | Счет                                             | Голы                                             |
| ------------------------------------------------ | ------------------------------------------------ | ------------------------------------------------ | ------------------------------------------------ | ------------------------------------------------ | ------------------------------------------------ | ------------------------------------------------ |
| Квалификационный раунд                           | 03.11.2020                                       | Москва                                           | ЦСКА                                             | Флора                                            | 2:0                                              | 57′ Смирнова, 79′ Беспаликова                    |
| Квалификационный раунд                           | 19.11.2020                                       | Санкт-Пёльтен                                    | Санкт-Пёльтен                                    | ЦСКА                                             | 1:0                                              |                                                  |

### Сезон 2021/2022
| Участник: ЦСКА Москва — чемпион России 2020 года | Участник: ЦСКА Москва — чемпион России 2020 года | Участник: ЦСКА Москва — чемпион России 2020 года | Участник: ЦСКА Москва — чемпион России 2020 года | Участник: ЦСКА Москва — чемпион России 2020 года | Участник: ЦСКА Москва — чемпион России 2020 года | Участник: ЦСКА Москва — чемпион России 2020 года     |
| Стадия                                           | Дата                                             | Город                                            | Хозяева                                          | Гости                                            | Счет                                             | Голы                                                 |
| ------------------------------------------------ | ------------------------------------------------ | ------------------------------------------------ | ------------------------------------------------ | ------------------------------------------------ | ------------------------------------------------ | ---------------------------------------------------- |
| 1-й квалификационный раунд (Путь Чемпионов)      | 18.08.2021                                       | Лимасол                                          | ЦСКА                                             | Суонси Сити                                      | 4:1 (д.в.)                                       | 89′ Дамьянович, 91′ 110′ Смирнова, 112′ Черномырдина |
| 1-й квалификационный раунд (Путь Чемпионов)      | 21.08.2021                                       | Лимасол                                          | Апполон                                          | ЦСКА                                             | 2:1                                              | 32′ Мясникова                                        |

| Участник: «Локомотив» Москва — вице-чемпион России 2020 года | Участник: «Локомотив» Москва — вице-чемпион России 2020 года | Участник: «Локомотив» Москва — вице-чемпион России 2020 года | Участник: «Локомотив» Москва — вице-чемпион России 2020 года | Участник: «Локомотив» Москва — вице-чемпион России 2020 года | Участник: «Локомотив» Москва — вице-чемпион России 2020 года | Участник: «Локомотив» Москва — вице-чемпион России 2020 года |
| Стадия                                                       | Дата                                                         | Город                                                        | Хозяева                                                      | Гости                                                        | Счет                                                         | Голы                                                         |
| ------------------------------------------------------------ | ------------------------------------------------------------ | ------------------------------------------------------------ | ------------------------------------------------------------ | ------------------------------------------------------------ | ------------------------------------------------------------ | ------------------------------------------------------------ |
| 1-й квалификационный раунд (Путь представителей лиг)         | 18.08.2021                                                   | Москва                                                       | ПСВ                                                          | Локомотив                                                    | 3:1                                                          | 4′ Беломытцева                                               |
| 1-й квалификационный раунд (Путь представителей лиг)         | 21.08.2021                                                   | Москва                                                       | Окжетпес                                                     | Локомотив                                                    | 0:4                                                          | 18′ Машкова, 30′ Коровкина, 54′ Кожникова, 69′ Фёдорова      |

### Отстранение с сезона 2022/2023
28 февраля 2022 года российские футбольные клубы были отстранены от еврокубков в связи с позицией ФИФА и УЕФА по событиям на территории Украины. Дисквалификация продолжается до особого распоряжения, по участию в каждом конкретном сезоне еврокубков принимается отдельное решение.
2 мая 2022 года дисквалификация российских футбольных клубов распространена на еврокубки сезона-2022/23. При этом России продолжается ежесезонное начисление рейтинга в таблице коэффициентов УЕФА. Коэффициент считается равным нулю до завершения сезона, когда назначается коэффициент 1,750 (самый низкий коэффициент, полученный за предыдущие 5 сезонов).
Текущая дисквалификация была продлена и на последующие сезоны, но без официальных уведомлений УЕФА, а также на новый, второй по значимости женский европейский турнир — Кубок Европы УЕФА (с сезона 2025/2026). Таким образом, дисквалификация была распространена на следующие турниры:
- Лига чемпионов УЕФА среди женщин 2022/2023 — «Локомотив» (Чемпион Суперлиги 2021) отстранён от Пути чемпионов Первого квалификационного раунда.

- Лига чемпионов УЕФА среди женщин 2023/2024 — «Зенит» (Чемпион Суперлиги 2022) отстранён от Пути чемпионов Первого квалификационного раунда.

- Лига чемпионов УЕФА среди женщин 2024/2025 — «Зенит» (Чемпион Суперлиги 2023) отстранён от Пути чемпионов Первого квалификационного раунда.

- Лига чемпионов УЕФА среди женщин 2025/2026 — «Зенит» (Чемпион Суперлиги 2024) отстранён от Пути чемпионов Второго квалификационного раунда.

- Кубок Европы УЕФА среди женщин 2025/2026 — ЦСКА (вице-чемпион Суперлиги 2024) отстранён от Первого квалификационного раунда.

## Статистические показатели российский клубов
Таблица по состоянию на 21.08.2021
| Выступления российский клубов                                   | Выступления российский клубов | Выступления российский клубов | Выступления российский клубов | Выступления российский клубов | Выступления российский клубов | Выступления российский клубов | Выступления российский клубов | Выступления российский клубов | Выступления российский клубов |
| Клуб                                                            | Сезоны                        | И                             | В                             | Н                             | П                             | ЗМ                            | ПМ                            | РМ                            | Лучшее достижение             |
| --------------------------------------------------------------- | ----------------------------- | ----------------------------- | ----------------------------- | ----------------------------- | ----------------------------- | ----------------------------- | ----------------------------- | ----------------------------- | ----------------------------- |
| «Россиянка» Химки («Россиянка» Красноармейск)                   |                               |                               |                               |                               |                               |                               |                               |                               |                               |
| 2006/2007                                                       | 6                             | 4                             | 0                             | 2                             | 27                            | 12                            | +15                           | 2 отборочный тур              |                               |
| 2007/2008                                                       | 8                             | 5                             | 2                             | 1                             | 36                            | 6                             | +30                           | 1/4 финала                    |                               |
| 2009/2010                                                       | 7                             | 5                             | 1                             | 1                             | 25                            | 4                             | +21                           | 1/8 финала                    |                               |
| 2010/2011                                                       | 7                             | 5                             | 0                             | 2                             | 26                            | 13                            | +13                           | 1/8 финала                    |                               |
| 2011/2012                                                       | 6                             | 3                             | 1                             | 2                             | 10                            | 8                             | +2                            | 1/4 финала                    |                               |
| 2012/2013                                                       | 6                             | 2                             | 1                             | 3                             | 9                             | 9                             | 0                             | 1/4 финала                    |                               |
| 2013/2014                                                       | 4                             | 2                             | 1                             | 1                             | 6                             | 5                             | +1                            | 1/8 финала                    |                               |
| 2016/2017                                                       | 4                             | 1                             | 1                             | 2                             | 2                             | 9                             | -7                            | 1/8 финала                    |                               |
| 2017/2018                                                       | 2                             | 0                             | 1                             | 1                             | 1                             | 5                             | -4                            | 1/16 финала                   |                               |
| 9                                                               | 50                            | 27                            | 8                             | 15                            | 142                           | 71                            | +71                           | 1/4 финала                    |                               |
| «Звезда-2005» Пермь                                             |                               |                               |                               |                               |                               |                               |                               |                               |                               |
| 2008/2009                                                       | 12                            | 9                             | 2                             | 1                             | 34                            | 13                            | +21                           | финал                         |                               |
| 2009/2010                                                       | 4                             | 2                             | 2                             | 0                             | 9                             | 1                             | +8                            | 1/8 финала                    |                               |
| 2010/2011                                                       | 6                             | 3                             | 2                             | 1                             | 9                             | 4                             | +5                            | 1/4 финала                    |                               |
| 2014/2015                                                       | 4                             | 3                             | 0                             | 1                             | 11                            | 8                             | +3                            | 1/8 финала                    |                               |
| 2015/2016                                                       | 4                             | 2                             | 1                             | 1                             | 7                             | 4                             | +3                            | 1/8 финала                    |                               |
| 2016/2017                                                       | 2                             | 0                             | 0                             | 2                             | 0                             | 6                             | -6                            | 1/16 финала                   |                               |
| 2017/2018                                                       | 2                             | 1                             | 0                             | 1                             | 1                             | 2                             | -1                            | 1/16 финала                   |                               |
| 2018/2019                                                       | 2                             | 0                             | 0                             | 2                             | 0                             | 4                             | -4                            | 1/16 финала                   |                               |
| 8                                                               | 36                            | 20                            | 7                             | 9                             | 71                            | 42                            | +29                           | финал                         |                               |
| «Рязань-ВДВ» («Рязань-ТНК»)                                     |                               |                               |                               |                               |                               |                               |                               |                               |                               |
| 2001/2002                                                       | 5                             | 3                             | 0                             | 2                             | 30                            | 7                             | +23                           | 1/4 финала                    |                               |
| 2014/2015                                                       | 2                             | 0                             | 0                             | 2                             | 1                             | 5                             | -4                            | 1/16 финала                   |                               |
| 2018/2019                                                       | 2                             | 0                             | 0                             | 2                             | 0                             | 3                             | -3                            | 1/16 финала                   |                               |
| 2019/2020                                                       | 2                             | 0                             | 0                             | 2                             | 0                             | 16                            | -16                           | 1/16 финала                   |                               |
| 4                                                               | 11                            | 3                             | 0                             | 8                             | 31                            | 31                            | 0                             | 1/4 финала                    |                               |
| «Энергия» Воронеж                                               |                               |                               |                               |                               |                               |                               |                               |                               |                               |
| 2003/2004                                                       | 5                             | 2                             | 1                             | 2                             | 26                            | 4                             | +22                           | 1/4 финала                    |                               |
| 2004/2005                                                       | 8                             | 4                             | 3                             | 1                             | 35                            | 8                             | +27                           | 1/4 финала                    |                               |
| 2011/2012                                                       | 4                             | 1                             | 2                             | 1                             | 8                             | 10                            | -2                            | 1/8 финала                    |                               |
| 3                                                               | 17                            | 7                             | 6                             | 4                             | 69                            | 22                            | +47                           | 1/4 финала                    |                               |
| «Зоркий» Красногорск                                            |                               |                               |                               |                               |                               |                               |                               |                               |                               |
| 2012/2013                                                       | 4                             | 1                             | 1                             | 2                             | 3                             | 12                            | -9                            | 1/8 финала                    |                               |
| 2013/2014                                                       | 4                             | 2                             | 0                             | 2                             | 8                             | 9                             | -1                            | 1/8 финала                    |                               |
| 2015/2016                                                       | 2                             | 1                             | 0                             | 1                             | 2                             | 3                             | -1                            | 1/16 финала                   |                               |
| 3                                                               | 10                            | 4                             | 1                             | 5                             | 13                            | 24                            | -11                           | 1/8 финала                    |                               |
| ЦСКА Москва                                                     |                               |                               |                               |                               |                               |                               |                               |                               |                               |
| 2020/2021                                                       | 2                             | 1                             | 0                             | 1                             | 2                             | 1                             | +1                            | 2-й Квалификационный раунд    |                               |
| 2021/2022                                                       | 2                             | 1                             | 0                             | 1                             | 5                             | 3                             | +2                            | 1-й квалификационный раунд    |                               |
| 2                                                               | 4                             | 2                             | 0                             | 2                             | 7                             | 4                             | +3                            | 2-й Квалификационный раунд    |                               |
| «Лада» Тольятти                                                 | 2005/2006                     | 6                             | 3                             | 1                             | 2                             | 17                            | 6                             | +11                           | 2 отборочный тур              |
| ЦСК ВВС Самара                                                  | 2002/2003                     | 5                             | 2                             | 2                             | 1                             | 8                             | 3                             | +5                            | 1/4 финала                    |
| «Локомотив» Москва                                              | 2021/2022                     | 2                             | 1                             | 0                             | 1                             | 5                             | 3                             | +2                            | 1-й квалификационный раунд    |
| «Чертаново» Москва                                              | 2019/2020                     | 2                             | 0                             | 0                             | 2                             | 1                             | 5                             | -4                            | 1/16 финала                   |
| Всего                                                           | 21                            | 139                           | 68                            | 23                            | 48                            | 354                           | 201                           | +153                          |                               |
| Результаты матчей между «Россиянкой» Химки и «Энергией» Воронеж | —                             | 2 матча                       | 2 матча                       | 2 матча                       | 2 матча                       | 10 голов                      | 10 голов                      | —                             |                               |

1. 1 2  в суммарную статистику не включены результаты 2-х матчей 1/8 финала Лиги Чемпионов УЕФА сезона 2011/12 между «Россиянкой» Химки и «Энергией» Воронеж (3 ноября 2011 Энергия—Россиянка 0:4 и 9 ноября 2011 Россиянка—Энергия 3:3), т.к. это был единственный случай в истории, когда в Еврокубках встретились два российских женских футбольных клуба и при суммировании их показателей задваиваются победы, ничьи, поражения, забитые/пропущенные голы одной команды, поскольку они одновременно являются поражениями, ничьими, победами, пропущенными/забитыми голами другой команды

## Бомбардиры
Таблица по состоянию на 21.08.2021
| Игрок                       | Итого | РС  | ЗВ | ЭН | ЗР | РЗ | ЛД | ЦВ | ЧР | ЦС | ЛО |
| --------------------------- | ----- | --- | -- | -- | -- | -- | -- | -- | -- | -- | -- |
| Наталья Барбашина           | 26    | 9   | 9  | -  | -  | 8  | -  | -  | -  | -  | -  |
| Наталья Зинченко            | 23    | -   | 7  | 13 | -  | 3  | -  | -  | -  | -  | -  |
| Наталья Шляпина (Мокшанова) | 22    | 22  | -  | -  | -  | -  | -  | -  | -  | -  | -  |
| Дарья Апанащенко            | 15    | -   | 11 | 4  | -  | -  | -  | -  | -  | -  | -  |
| Ольга Кремлева              | 15    | 8   | -  | -  | -  | -  | 3  | 4  | -  | -  | -  |
| Елена Морозова              | 15    | 9   | -  | 4  | 2  | -  | -  | -  | -  | -  | -  |
| Эмюиджи Огбиагбевха         | 14    | 13  | -  | 1  | -  | -  | -  | -  | -  | -  | -  |
| Ольга Летюшова              | 13    | 5   | -  | -  | -  | 8  | -  | -  | -  | -  | -  |
| Елена Данилова              | 12    | 7   | -  | 5  | -  | -  | -  | -  | -  | -  | -  |
| Вера Дятел                  | 11    | -   | 8  | -  | 3  | -  | -  | -  | -  | -  | -  |
| Олеся Курочкина             | 11    | -   | 11 | -  | -  | -  | -  | -  | -  | -  | -  |
| Татьяна Скотникова          | 9     | 7   | -  | 2  | -  | -  | -  | -  | -  | -  | -  |
| Ольга Петрова               | 8     | 8   | -  | -  | -  | -  | -  | -  | -  | -  | -  |
| Эстель Нахи                 | 7     | 1   | 6  | -  | -  | -  | -  | -  | -  | -  | -  |
| Людмила Пекур               | 7     | 7   | -  | -  | -  | -  | -  | -  | -  | -  | -  |
| Елена Терехова              | 7     | 1   | -  | 6  | -  | -  | -  | -  | -  | -  | -  |
| Татьяна Верезубова          | 6     | 3   | -  | -  | -  | 3  | -  | -  | -  | -  | -  |
| Елена Горбачёва             | 5     | -   | -  | 5  | -  | -  | -  | -  | -  | -  | -  |
| Анна Кожникова              | 5     | 3   | -  | 1  | -  | -  | -  | -  | -  | -  | 1  |
| Анна Костраба               | 5     | -   | 2  | -  | -  | -  | 3  | -  | -  | -  | -  |
| Номпумелело Ньяндени        | 5     | 5   | -  | -  | -  | -  | -  | -  | -  | -  | -  |
| Анастасия Пустовойтова      | 5     | -   | -  | -  | -  | 5  | -  | -  | -  | -  | -  |
| Ксения Цыбутович            | 5     | 3   | 1  | -  | -  | 1  | -  | -  | -  | -  | -  |
| Дженни Бенсон               | 4     | -   | -  | 4  | -  | -  | -  | -  | -  | -  | -  |
| Розейра Кристиане           | 4     | 4   | -  | -  | -  | -  | -  | -  | -  | -  | -  |
| Сабрина Раштеттер           | 4     | -   | -  | 4  | -  | -  | -  | -  | -  | -  | -  |
| Мария Руис                  | 4     | -   | 2  | -  | 2  | -  | -  | -  | -  | -  | -  |
| Лариса Савина               | 4     | -   | -  | -  | -  | -  | 4  | -  | -  | -  | -  |
| Анастасия Слонова           | 4     | 2   | -  | -  | 2  | -  | -  | -  | -  | -  | -  |
| Оксана Шмачкова             | 4     | 3   | -  | 1  | -  | -  | -  | -  | -  | -  | -  |
| София Якобссон              | 4     | 4   | -  | -  | -  | -  | -  | -  | -  | -  | -  |
| Татьяна Егорова             | 3     | 2   | -  | -  | -  | -  | -  | 1  | -  | -  | -  |
| Ирина Зварич                | 3     | -   | -  | 3  | -  | -  | -  | -  | -  | -  | -  |
| Валентина Савченкова        | 3     | -   | 2  | -  | -  | -  | 1  | -  | -  | -  | -  |
| Надежда Смирнова            | 3     | -   | -  | -  | -  | -  | -  | -  | -  | 3  | -  |
| Надежда Левыкина (Харченко) | 3     | 3   | -  | -  | -  | -  | -  | -  | -  | -  | -  |
| Надежда Босикова            | 2     | -   | -  | 2  | -  | -  | -  | -  | -  | -  | -  |
| Мария Дьячкова              | 2     | -   | 1  | -  | -  | -  | -  | 1  | -  | -  | -  |
| Конти Памела                | 2     | -   | -  | 2  | -  | -  | -  | -  | -  | -  | -  |
| Анна Коровушкина            | 2     | -   | 2  | -  | -  | -  | -  | -  | -  | -  | -  |
| Олеся Машина                | 2     | -   | -  | 2  | -  | -  | -  | -  | -  | -  | -  |
| Эшли Ник                    | 2     | -   | -  | -  | 2  | -  | -  | -  | -  | -  | -  |
| Наталья Рыжевич             | 2     | -   | -  | -  | -  | -  | 2  | -  | -  | -  | -  |
| Вера Струкова               | 2     | -   | -  | 2  | -  | -  | -  | -  | -  | -  | -  |
| Светлана Цидикова           | 2     | 1   | -  | -  | 1  | -  | -  | -  | -  | -  | -  |
| Татьяна Чёрная              | 2     | 2   | -  | -  | -  | -  | -  | -  | -  | -  | -  |
| Оксана Шпак                 | 2     | -   | -  | -  | -  | -  | 2  | -  | -  | -  | -  |
| Ия Андрущак                 | 1     | -   | 1  | -  | -  | -  | -  | -  | -  | -  | -  |
| Анна Беломытцева            | 1     | -   | -  | -  | -  | -  | -  | -  | -  | -  | 1  |
| Валерия Беспаликова         | 1     | -   | -  | -  | -  | -  | -  | -  | -  | 1  | -  |
| Ольга Бойченко              | 1     | -   | 1  | -  | -  | -  | -  | -  | -  | -  | -  |
| Вероника Бокете             | 1     | -   | -  | 1  | -  | -  | -  | -  | -  | -  | -  |
| Любовь Букашкина            | 1     | -   | -  | 1  | -  | -  | -  | -  | -  | -  | -  |
| Ирина Григорьева            | 1     | -   | -  | -  | -  | -  | -  | 1  | -  | -  | -  |
| Невена Дамьянович           | 1     | -   | -  | -  | -  | -  | -  | -  | -  | 1  | -  |
| Сауле Джарболова            | 1     | -   | -  | -  | -  | -  | -  | 1  | -  | -  | -  |
| Наталья Дыгай               | 1     | -   | -  | 1  | -  | -  | -  | -  | -  | -  | -  |
| Светлана Зангиева           | 1     | -   | -  | -  | -  | -  | 1  | -  | -  | -  | -  |
| Марина Коломиец             | 1     | -   | -  | -  | -  | 1  | -  | -  | -  | -  | -  |
| Кристина Комиссарова        | 1     | -   | -  | -  | -  | -  | -  | -  | 1  | -  | -  |
| Любовь Кипяткова            | 1     | -   | 1  | -  | -  | -  | -  | -  | -  | -  | -  |
| Нелли Коровкина             | 1     | -   | -  | -  | -  | -  | -  | -  | -  | -  | 1  |
| Елена Ламтюгина             | 1     | -   | -  | 1  | -  | -  | -  | -  | -  | -  | -  |
| Фатима Лейва                | 1     | -   | 1  | -  | -  | -  | -  | -  | -  | -  | -  |
| Алла Лишафай                | 1     | -   | 1  | -  | -  | -  | -  | -  | -  | -  | -  |
| Алисса Мауц                 | 1     | -   | -  | -  | 1  | -  | -  | -  | -  | -  | -  |
| Кристина Машкова            | 1     | -   | -  | -  | -  | -  | -  | -  | -  | -  | 1  |
| Юлия Мясникова              | 1     | -   | -  | -  | -  | -  | -  | -  | -  | 1  | -  |
| Инес Нрехи                  | 1     | 1   | -  | -  | -  | -  | -  | -  | -  | -  | -  |
| Дезайр Опаранози            | 1     | 1   | -  | -  | -  | -  | -  | -  | -  | -  | -  |
| Екатерина Пантюхина         | 1     | -   | 1  | -  | -  | -  | -  | -  | -  | -  | -  |
| Анастасия Поздеева          | 1     | -   | 1  | -  | -  | -  | -  | -  | -  | -  | -  |
| Ольга Порядина              | 1     | 1   | -  | -  | -  | -  | -  | -  | -  | -  | -  |
| Наталья Русских             | 1     | -   | -  | -  | -  | -  | 1  | -  | -  | -  | -  |
| Марина Саенко               | 1     | -   | -  | 1  | -  | -  | -  | -  | -  | -  | -  |
| Ольга Сергаева              | 1     | 1   | -  | -  | -  | -  | -  | -  | -  | -  | -  |
| Наталья Ситникова           | 1     | -   | -  | 1  | -  | -  | -  | -  | -  | -  | -  |
| Екатерина Степаненко        | 1     | -   | -  | 1  | -  | -  | -  | -  | -  | -  | -  |
| Фабиана Да Силва            | 1     | 1   | -  | -  | -  | -  | -  | -  | -  | -  | -  |
| Марина Фёдорова             | 1     | -   | -  | -  | -  | -  | -  | -  | -  | -  | 1  |
| Елена Ходырева              | 1     | -   | 1  | -  | -  | -  | -  | -  | -  | -  | -  |
| Маргарита Черномырдина      | 1     | -   | -  | -  | -  | -  | -  | -  | -  | 1  | -  |
| Людмила Шадрина             | 1     | 1   | -  | -  | -  | -  | -  | -  | -  | -  | -  |
| Юлия Юшкевич                | 1     | -   | -  | -  | -  | 1  | -  | -  | -  | -  | -  |
| Оксана Яковишин             | 1     | 1   | -  | -  | -  | -  | -  | -  | -  | -  | -  |
| Роза Ярайкина               | 1     | -   | -  | -  | -  | 1  | -  | -  | -  | -  | -  |
| Петра Выштейнова (авт.)     | 1     | 1   | -  | -  | -  | -  | -  | -  | -  | -  | -  |
| Екатерина Красюкова (авт.)  | 1     | -   | -  | 1  | -  | -  | -  | -  | -  | -  | -  |
| Линда Сембрант (авт.)       | 1     | -   | 1  | -  | -  | -  | -  | -  | -  | -  | -  |
| Линда Чимини (авт.)         | 1     | 1   | -  | -  | -  | -  | -  | -  | -  | -  | -  |
| Джозефин Хеннинг (авт.)     | 1     | 1   | -  | -  | -  | -  | -  | -  | -  | -  | -  |
| ВСЕГО                       | 364   | 142 | 71 | 69 | 13 | 31 | 17 | 8  | 1  | 7  | 5  |

Автоголы
| Игрок                      | Итого | РС | ЗВ | ЭН | ЗР | РЗ | ЦВ |
| -------------------------- | ----- | -- | -- | -- | -- | -- | -- |
| Анастасия Ананьева (авт.)  | 1     | 1  | -  | -  | -  | -  | -  |
| Анна Беломытцева (авт.)    | 1     | -  | -  | -  | -  | 1  | -  |
| Наталья Дыгай (авт.)       | 1     | -  | -  | 1  | -  | -  | -  |
| Анастасия Костюкова (авт.) | 1     | -  | -  | -  | 1  | -  | -  |
| Дарья Макаренко (авт.)     | 1     | -  | 1  | -  | -  | -  | -  |
| Светлана Петько (авт.)     | 1     | -  | -  | -  | -  | -  | 1  |
| Татьяна Чёрная (авт.)      | 1     | 1  | -  | -  | -  | -  | -  |
| ВСЕГО                      | 7     | 2  | 1  | 1  | 1  | 1  | 1  |

## Соперники по странам
Таблица по состоянию на 21.08.2021
| Страна               | Клуб                 | Российский клуб | И       | В       | Н       | П       | МЗ       | МП       | РМ       |
| -------------------- | -------------------- | --------------- | ------- | ------- | ------- | ------- | -------- | -------- | -------- |
| Австрия              | Инсбрук АС           | ЦСК ВВС         | 1       | 1       | 0       | 0       | 4        | 0        | +4       |
| Австрия              | Санкт-Пёльтен        | ЦСКА            | 1       | 0       | 0       | 1       | 0        | 1        | -1       |
| Австрия              | Всего                | Всего           | 2       | 1       | 0       | 1       | 4        | 1        | +3       |
| Азербайджан          | Гёмрюкчю             | Энергия         | 1       | 1       | 0       | 0       | 3        | 0        | +3       |
| Англия               |                      |                 |         |         |         |         |          |          |          |
| Арсенал              | ЦСК ВВС              | 2               | 0       | 1       | 1       | 1       | 3        | -2       |          |
| Арсенал              | Лада                 | 1               | 0       | 0       | 1       | 0       | 1        | -1       |          |
| Арсенал              | Россиянка            | 1               | 0       | 0       | 1       | 4       | 5        | -1       |          |
| Бирмингем Сити       | Зоркий               | 2               | 0       | 0       | 2       | 2       | 7        | -5       |          |
| Бристоль Академия    | Энергия              | 2               | 1       | 1       | 0       | 5       | 3        | +2       |          |
| Манчестер Сити       | Звезда-2005          | 2               | 0       | 0       | 2       | 0       | 6        | -6       |          |
| Всего                | Всего                | 10              | 1       | 2       | 7       | 12      | 25       | -13      |          |
| Беларусь             | Университет          | Россиянка       | 1       | 1       | 0       | 0       | 3        | 1        | +2       |
| Босния и Герцеговина | Сараево              | Лада            | 1       | 1       | 0       | 0       | 3        | 0        | +3       |
| Босния и Герцеговина | Сараево              | Звезда-2005     | 2       | 2       | 0       | 0       | 8        | 0        | +8       |
| Босния и Герцеговина | Сараево              | Россиянка       | 2       | 1       | 1       | 0       | 2        | 1        | +1       |
| Босния и Герцеговина | Всего                | Всего           | 5       | 4       | 1       | 0       | 13       | 1        | +12      |
| Венгрия              | Фемина               | Энергия         | 1       | 1       | 0       | 0       | 11       | 0        | +11      |
| Венгрия              | Фемина               | Россиянка       | 1       | 1       | 0       | 0       | 4        | 2        | +2       |
| Венгрия              | Фемина               | Звезда-2005     | 1       | 1       | 0       | 0       | 1        | 0        | +1       |
| Венгрия              | Всего                | Всего           | 3       | 3       | 0       | 0       | 16       | 2        | +14      |
| Германия             |                      |                 |         |         |         |         |          |          |          |
| Турбине              | Энергия              | 2               | 0       | 1       | 1       | 2       | 5        | -3       |          |
| Турбине              | Россиянка            | 2               | 0       | 0       | 2       | 0       | 5        | -5       |          |
| Франкфурт            | Россиянка            | 2               | 0       | 1       | 1       | 1       | 2        | -1       |          |
| Франкфурт            | Звезда-2005          | 1               | 1       | 0       | 0       | 1       | 0        | +1       |          |
| Вольфсбург           | Россиянка            | 2               | 0       | 0       | 2       | 1       | 4        | -3       |          |
| Бавария              | Россиянка            | 2               | 0       | 0       | 2       | 0       | 8        | -8       |          |
| Дуйсбург             | Звезда-2005          | 2               | 0       | 1       | 1       | 1       | 7        | -6       |          |
| Всего                | Всего                | 13              | 1       | 3       | 9       | 6       | 31       | -25      |          |
| Греция               | Кавала               | Рязань-ТНК      | 1       | 1       | 0       | 0       | 11       | 0        | +11      |
| Грузия               | Динамо (Тбилиси)     | Россиянка       | 1       | 1       | 0       | 0       | 18       | 0        | +18      |
| Дания                | Брондбю              | Энергия         | 1       | 0       | 1       | 0       | 1        | 1        | 0        |
| Дания                | Брондбю              | Лада            | 1       | 0       | 0       | 1       | 0        | 2        | -2       |
| Дания                | Брондбю              | Россиянка       | 1       | 0       | 0       | 1       | 1        | 2        | -1       |
| Дания                | Брондбю              | Звезда-2005     | 2       | 2       | 0       | 0       | 7        | 3        | +4       |
| Дания                | Всего                | Всего           | 5       | 2       | 1       | 2       | 9        | 8        | +1       |
| Израиль              | Маккаби Холон        | Россиянка       | 1       | 1       | 0       | 0       | 7        | 0        | +7       |
| Ирландия             | Францис              | Россиянка       | 2       | 2       | 0       | 0       | 20       | 0        | +20      |
| Исландия             |                      |                 |         |         |         |         |          |          |          |
| Стьярнан             | Зоркий               | 2               | 1       | 1       | 0       | 3       | 1        | +2       |          |
| Стьярнан             | Звезда-2005          | 4               | 4       | 0       | 0       | 14      | 5        | +9       |          |
| Стьярнан             | Россиянка            | 2               | 0       | 1       | 1       | 1       | 5        | -4       |          |
| Тор                  | Зоркий               | 2               | 2       | 0       | 0       | 6       | 2        | +4       |          |
| Всего                | Всего                | 10              | 7       | 2       | 1       | 24      | 13       | +11      |          |
| Испания              |                      |                 |         |         |         |         |          |          |          |
| Райо Валлекано       | Россиянка            | 2               | 2       | 0       | 0       | 5       | 2        | +3       |          |
| Атлетико             | Зоркий               | 2               | 1       | 0       | 1       | 2       | 3        | -1       |          |
| Всего                | Всего                | 4               | 3       | 0       | 1       | 7       | 5        | +2       |          |
| Италия               |                      |                 |         |         |         |         |          |          |          |
| Форони               | Энергия              | 1               | 0       | 1       | 0       | 0       | 0        | 0        |          |
| Торрес               | Россиянка            | 2               | 1       | 0       | 1       | 1       | 2        | -1       |          |
| Всего                | Всего                | 3               | 1       | 1       | 1       | 1       | 2        | -1       |          |
| Казахстан            |                      |                 |         |         |         |         |          |          |          |
| Алма-КТЖ             | Энергия              | 1               | 1       | 0       | 0       | 4       | 1        | +3       |          |
| Алма-КТЖ             | Россиянка            | 1               | 1       | 0       | 0       | 5       | 2        | +3       |          |
| Окжетпес             | Локомотив            | 1               | 1       | 0       | 0       | 4       | 0        | +4       |          |
| Всего                | Всего                | 3               | 3       | 0       | 0       | 13      | 3        | +10      |          |
| Кипр                 | Аполлон              | Россиянка       | 1       | 1       | 0       | 0       | 1        | 0        | +1       |
| Кипр                 | Аполлон              | Звезда-2005     | 2       | 2       | 0       | 0       | 4        | 2        | +2       |
| Кипр                 | Аполлон              | ЦСКА            | 1       | 0       | 0       | 1       | 1        | 2        | -1       |
| Кипр                 | Всего                | Всего           | 4       | 3       | 0       | 1       | 6        | 4        | +2       |
| Литва                | Гинтра Университетас | Энергия         | 1       | 1       | 0       | 0       | 11       | 0        | +11      |
| Литва                | Гинтра Университетас | Звезда-2005     | 1       | 1       | 0       | 0       | 8        | 0        | +8       |
| Литва                | Всего                | Всего           | 2       | 2       | 0       | 0       | 19       | 0        | +19      |
| Македония            | Шкипонят             | Энергия         | 1       | 1       | 0       | 0       | 13       | 0        | +13      |
| Норвегия             |                      |                 |         |         |         |         |          |          |          |
| Тронхейм-Эрн         | Энергия              | 1               | 0       | 1       | 0       | 1       | 1        | 0        |          |
| Роа                  | Звезда-2005          | 5               | 2       | 3       | 0       | 9       | 3        | +6       |          |
| Леллестрём           | Звезда-2005          | 2               | 0       | 0       | 2       | 0       | 4        | -4       |          |
| Всего                | Всего                | 8               | 2       | 4       | 2       | 10      | 8        | +2       |          |
| Нидерланды           |                      |                 |         |         |         |         |          |          |          |
| Ден Хааг             | Россиянка            | 2               | 1       | 0       | 1       | 5       | 3        | +2       |          |
| ПСВ                  | Локомотив            | 1               | 0       | 0       | 1       | 1       | 3        | -2       |          |
| Твенте               | Россиянка            | 2               | 2       | 0       | 0       | 3       | 0        | +3       |          |
| Тер Лиде             | Рязань-ТНК           | 1               | 1       | 0       | 0       | 4       | 0        | +4       |          |
| Всего                | Всего                | 6               | 4       | 0       | 2       | 13      | 6        | +7       |          |
| Польша               | АЗС Вроцлав          | Лада            | 1       | 0       | 1       | 0       | 3        | 3        | 0        |
| Португалия           | 1 Дезембро           | ЦСК ВВС         | 1       | 1       | 0       | 0       | 3        | 0        | +3       |
| Португалия           | 1 Дезембро           | Россиянка       | 1       | 1       | 0       | 0       | 4        | 1        | +3       |
| Португалия           | Всего                | Всего           | 2       | 2       | 0       | 0       | 7        | 1        | +6       |
| Россия               | Всего                | Всего           | 2 матча | 2 матча | 2 матча | 2 матча | 10 голов | 10 голов | 10 голов |
| Румыния              | Клужана              | Россиянка       | 2       | 2       | 0       | 0       | 9        | 1        | +8       |
| Сербия               |                      |                 |         |         |         |         |          |          |          |
| Напредак             | Россиянка            | 1               | 1       | 0       | 0       | 7       | 0        | +7       |          |
| Спартак (Суботица)   | Россиянка            | 2               | 1       | 1       | 0       | 5       | 3        | +2       |          |
| Всего                | Всего                | 3               | 2       | 1       | 0       | 12      | 3        | +9       |          |
| Словакия             |                      |                 |         |         |         |         |          |          |          |
| Жилина               | Рязань-ТНК           | 1               | 1       | 0       | 0       | 13      | 0        | +13      |          |
| ПВФА                 | Лада                 | 1               | 1       | 0       | 0       | 6       | 0        | +6       |          |
| Слован Дусло         | Россиянка            | 1               | 1       | 0       | 0       | 6       | 1        | +5       |          |
| Всего                | Всего                | 3               | 3       | 0       | 0       | 25      | 1        | +24      |          |
| Словения             | КРКА                 | Россиянка       | 1       | 1       | 0       | 0       | 5        | 0        | +5       |
| Украина              |                      |                 |         |         |         |         |          |          |          |
| Жилстрой-1           | Россиянка            | 1               | 1       | 0       | 0       | 3       | 0        | +3       |          |
| Легенда              | Россиянка            | 2               | 2       | 0       | 0       | 7       | 1        | +6       |          |
| Всего                | Всего                | 3               | 3       | 0       | 0       | 10      | 1        | +9       |          |
| Уэльс                | Суонси Сити          | ЦСКА            | 1       | 1       | 0       | 0       | 4        | 1        | +3       |
| Фарерские острова    | Клаксвик             | Звезда-2005     | 1       | 1       | 0       | 0       | 8        | 0        | +8       |
| Франция              | Лион                 | Россиянка       | 2       | 0       | 0       | 2       | 1        | 11       | -10      |
| Франция              | Лион                 | Звезда-2005     | 2       | 0       | 1       | 1       | 0        | 1        | -1       |
| Франция              | Лион                 | Зоркий          | 2       | 0       | 0       | 2       | 0        | 11       | -11      |
| Франция              | Лион                 | Рязань-ВДВ      | 2       | 0       | 0       | 2       | 0        | 16       | -16      |
| Франция              | Монпелье             | Звезда-2005     | 2       | 1       | 0       | 1       | 1        | 2        | -1       |
| Франция              | Всего                | Всего           | 10      | 1       | 1       | 8       | 2        | 41       | -39      |
| Хорватия             | Осиек                | Энергия         | 1       | 1       | 0       | 0       | 13       | 0        | +13      |
| Хорватия             | Осиек                | Россиянка       | 1       | 1       | 0       | 0       | 5        | 0        | +5       |
| Хорватия             | Всего                | Всего           | 2       | 2       | 0       | 0       | 18       | 0        | +18      |
| Чехия                |                      |                 |         |         |         |         |          |          |          |
| Спарта (Прага)       | Россиянка            | 2               | 1       | 1       | 0       | 3       | 2        | +1       |          |
| Славия               | Звезда-2005          | 2               | 0       | 1       | 1       | 1       | 2        | -1       |          |
| Всего                | Всего                | 4               | 1       | 2       | 1       | 4       | 4        | 0        |          |
| Швеция               |                      |                 |         |         |         |         |          |          |          |
| Умео                 | Рязань-ТНК           | 2               | 0       | 0       | 2       | 2       | 7        | -5       |          |
| Умео                 | Энергия              | 2               | 0       | 0       | 2       | 2       | 4        | -2       |          |
| Умео                 | Россиянка            | 3               | 0       | 2       | 1       | 3       | 4        | -1       |          |
| Умео                 | Звезда-2005          | 2               | 1       | 1       | 0       | 4       | 2        | +2       |          |
| Русенгорд            | Рязань-ВДВ           | 4               | 0       | 0       | 4       | 1       | 8        | -7       |          |
| Линчёпинг            | Звезда-2005          | 2               | 1       | 0       | 1       | 3       | 5        | -2       |          |
| Всего                | Всего                | 15              | 2       | 3       | 10      | 15      | 30       | -15      |          |
| Шотландия            | Килмарнок            | ЦСК ВВС         | 1       | 0       | 1       | 0       | 0        | 0        | 0        |
| Шотландия            | Глазго Сити          | Звезда-2005     | 1       | 1       | 0       | 0       | 1        | 0        | +1       |
| Шотландия            | Глазго Сити          | Чертаново       | 2       | 0       | 0       | 2       | 1        | 5        | -4       |
| Шотландия            | Всего                | Всего           | 4       | 1       | 1       | 2       | 2        | 5        | -3       |
| Эстония              | Флора                | ЦСКА            | 1       | 1       | 0       | 0       | 2        | 0        | +2       |

1. ↑  в 1/8 финала Лиги Чемпионов УЕФА сезона 2011/12 «Россиянка» и «Энергия» встречались между собой (3 ноября 2011 Энергия—Россиянка 0:4 и 9 ноября 2011 Россиянка—Энергия 3:3)